# Алієв Гаджи Касум Шихмурзайович
Гаджи Касум Шихмурзайович Алієв (27 грудня 1901, село Атли-Боюн Темір-Хан-Шуринського округу Дагестанської області, тепер Дагестан, Російська Федерація — 22 червня 1981, місто Махачкала, тепер Дагестан, Російська Федерація) — радянський державний діяч, голова Президії Верховної ради Дагестанської АРСР. Депутат Верховної ради РРФСР 5-го скликання. Депутат Верховної ради СРСР 3—4-го скликань.

## Життєпис
Народився в селянській родині.
У 1935—1937 роках — директор школи в місті Хасав'юрт Дагестанської АРСР. Член ВКП(б).
У 1937—1939 роках — голова виконавчого комітету Хасав'юртської районної ради Дагестанської АРСР.
З 1939 року — 1-й секретар Хасав'юртського районного комітету ВКП(б) Дагестанської АРСР.
З 1951 року — 1-й секретар Хасав'юртського міського комітету ВКП(б) Дагестанської АРСР.
У 1954 — березні 1962 року — голова Президії Верховної ради Дагестанської АРСР.
З березня 1962 року — персональний пенсіонер.
Помер 22 червня 1981 року в місті Махачкалі.

## Нагороди і звання
- два ордени Трудового Червоного Прапора
- орден «Знак Пошани»
- медалі